# João (século VI)

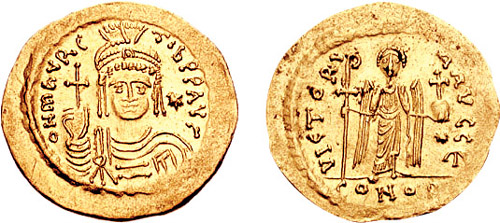
Soldo de Maurício r.

João (em latim: Ioannes) foi oficial bizantino dos séculos VI e VII, ativo no reinado do imperador Maurício (r. 582–602). Em 598, serviu como prefeito pretoriano da Itália. Foi citado como homem mal (em latim: malus homo) pelo papa Gregório I (r. 590–604) numa carta deste ao exarca de Ravena de setembro ou outubro. Na epístola, é aludido um conflito entre João e um palatino. Foi sucedido como prefeito por outro João. Numa carta de Gregório datável de fevereiro / abril de 599, cita-se o "excelentíssimo filho de nosso prefeito" (eminentissimus filius noster praefectus). Supõe-se que o indivíduo aludido seja este João, embora também possa ser seu sucessor.